# Гасюк Ярослава
Ярослава Гасюк (Крижанівська) (народилась 28 грудня 1925 у Перемишлі — померла 27 липня 2016) — учасниця ОУН (псевдо «Ярка»), репресована в СРСР.

## Життєпис
1943 року вона вступила до Юнацтва ОУН (псевдо «Ярка»). Згодом «Ярка» виконувала обов'язки медсестри Українського червоного хреста (УЧХ) у сотні «Бурлаки».
1946 року, після обміну населенням між Польщею та УРСР, Ярослава переселилась до Львова.
Того ж року її заарештували під час виконання завдання ОУН, за 2 місяці її звільнили з-під арешту через відсутність доказів.
1947 року вступила до Львівського державного медичного інституту. 21 лютого 1948 року у Перемишлі її вдруге заарештували. До жовтня 1948-го перебувала у Львівській тюрмі НКВС № 1 на вул. Лонцького.
Пані Ярославу засудили на 25 років виправно-трудових таборів та 5 років позбавлення прав. У грудні того ж року її етапували до міста Інта, Комі АРСР.
Ярославу Гасюк звільнили в червні 1956 року. Вона повернулася до Львова, після чого одружилася з Олегом Гасюком, колишнім політв'язнем.